# アイリッシュ・グッドバイ
『アイリッシュ・グッドバイ』（An Irish Goodbye）は、トム・バークリーとロス・ホワイト監督・脚本・製作による2022年の短編映画である。出演はジェームズ・マーティン、シェイマス・オハラ、パディ・ジェンキンス、ミシェル・フェアリーである。
日本では2023年6月3日にアイルランド映画祭で上映された。

## 受賞とノミネート
| 賞               | 部門           | 結果 |
| ---------------- | -------------- | ---- |
| アカデミー賞     | 短編実写映画賞 | 受賞 |
| 英国アカデミー賞 | 短編映画賞     | 受賞 |